# Paula Vázquez
Paula Vázquez Picallo (Ferrol, La Coruña, 26 de noviembre de 1974) es una presentadora de televisión, actriz y modelo española.

## Biografía
Nace en 1974 en Ferrol, ciudad en la que vive hasta los once años de edad, cuando se traslada a Hospitalet de Llobregat (Barcelona), donde a los pocos años comienza a trabajar como modelo. 
En 1991, a los 17 años de edad, presenta en Antena 3 su primer programa de televisión, Jeans, News and Rock & Roll. No obstante, casualmente fue descubierta por Chicho Ibáñez Serrador y es fichada como azafata en la temporada 1993-1994 del concurso Un, dos, tres... responda otra vez, que presentó Josep Maria Bachs en La 1. A partir de ahí hizo un casting para copresentar el programa La vuelta de la fama con Ángeles Martín y fue elegida frente al resto de compañeras en el programa de La 1.
Después, vuelve a Antena 3 para presentar No te olvides el cepillo de dientes junto a Àlex Casanovas. Y posteriormente debuta como actriz en 1995 con la serie Canguros interpretando a Nancy, en sustitución de Silvia Marsó. En 1996 pasa a presentar el programa Sonrisas de España junto a José Luis Coll, y el espacio veraniego Mira quién viene esta noche junto a Santiago Urrialde y copresenta el programa La parodia nacional junto a Constantino Romero en los primeros programas de su segunda temporada.
En 1997 y durante tres años trabaja en TVG, donde presenta las galas especiales de Luar o Galicia terra única en 1997 y 1998, entre otras. Al mismo tiempo se incorpora a Telecinco en 1998, donde presenta el programa diario El juego del euromillón,que compaginaría con el programa semanal Inocente, inocente junto a Juan y Medio y Juanma López Iturriaga y con la presentación de las Galas de la Hispanidad 1998 y 2000, las Galas Inocente, Inocente 1998, 1999 y 2000, la gala Miss España, las campanadas 1998-99 y 1999-00, la Gala Únicos, la gala de los Premios TP de Oro, Fort Boyard y la copresentación de la tercera edición de Gran Hermano junto a Pepe Navarro. En esa edición, Paula se encargaría de estar en las galas a las puertas de la casa para recibir a los concursantes expulsados.
En 2001 sin abandonar Telecinco, presenta de nuevo la Gala Inocente, Inocente en Antena 3 y a los pocos meses abandona definitivamente la cadena e inicia su tercera etapa en Antena 3, copresentando entre los años 2003 y 2005, el concurso La isla de los famoS.O.S./La selva de los famosos/Aventura en África desde la isla.También presentó el programa Los más..., X ti, El gran test y las Galas Inocente, Inocente 2003, 2004 y 2005. Al mismo tiempo, lanza su propia línea de baño junto a la empresa Bora-Bora. En 2006 presentó el talent show ¿Cantas o qué? y protagonizó junto con Santi Millán la serie de televisión Divinos de Antena 3 pero debido a su rotundo fracaso la cadena tuvo que cancelarla, llegándose a emitir solo 9 capítulos.
Tras cuatro años en Antena 3, en septiembre de 2006 se incorpora a Televisión Española, donde permanece un año, presentando la Gala 50 años de TVE junto a Laura Valenzuela y Anne Igartiburu y Misión Eurovisión en 2007, programa en el cual se seleccionaba a los representantes de España en Eurovisión.
En enero de 2008 se incorpora a Cuatro para presentar el reality show de Fama, ¡a bailar!, el cual presenta hasta la cuarta edición renombrada Fama Revolution, la cual finaliza en 2010. El gran éxito cosechado por este programa logra incrementar la media de la cadena hasta conseguir su récord histórico, situándose como el programa más visto de Cuatro en muchas ocasiones. En septiembre de 2008 estrena Pekín Express, un reality de aventuras del cual solo presentó la primera edición, y en diciembre las campanadas. Tras la fusión de Gestevisión Telecinco y Sogecuatro en 2010, desde enero de 2011, el contrato que tenía con Sogecuatro que finalizaba a finales de año, pasa a ser con Mediaset España, saliendo de Fama,Durante ese año, para Cuatro presenta dos pilotos, Todo el mundo quiere su silla y una adaptación de El diarioy es propuesta como presentadora de ¿Quién quiere casarse con mi hijo?y para Telecinco es propuesta como presentadora de Operación Triunfoy Más que bailey como copresentadora de Supervivientes: Perdidos en Honduras adonde habría regresado seis años después, pero finalmente rechazó la propuesta.
Tras estar un año fuera de pantalla, el 7 de noviembre de 2011 rescinde su contrato con Mediaset y regresa a Antena 3. En esta nueva etapa, su primer trabajo es como presentadora de El número uno —el cual presentó entre 2012 y 2013—, al cual le siguió Te lo mereces, una adaptación del concurso estadounidense You Deserve It, —que fue cancelado tras tres emisiones por sus bajas audiencias— las campanadas de 2012-13 y 2013-14 y el debate del programa Top Chef, llamado El almacén de Top Chef entre octubre y diciembre de 2013.En enero de 2014, Atresmedia y la presentadora no prolongan el contrato que les unía debido a que no había un proyecto a corto plazo para ella en Antena 3, aunque confirmó que seguía manteniendo una buena relación con el grupo y que no era descartable volver con otro proyecto televisivo.
En noviembre de 2014, TVE le encarga la presentación de la Gala Inocente Inocente, junto a Juan y Medio y Juanma López Iturriaga, pero una gastroenteritis le imposibilitó presentar la gala y fue sustituida por María Casadoun día antes.
En 2017 volvió a los focos tras 3 años apartada de la televisión, de la mano de Netflix, como presentadora de la versión española de Ultimate Beastmaster, convirtiéndose en la primera presentadora española en trabajar con Netflix. Ese mismo año, también estrena en un el docu-reality El Puente en 0 por M+ de Movistar Plus+, un proyecto innovador que consigue la nominación a los premios International Format Awards. Entre 2018 y 2019, vuelve a ponerse al frente del formato Fama, ¡a bailar! en 0 por M+, tras 7 años de la última edición que presentó en Cuatro.
En 2021 se anuncia su fichaje por Prime Video para presentar Bake Off: Famosos al horno junto a Brays Efe, el cual duraría una temporada en la plataforma de pago.
En 2023 regresa dieciséis años después a TVE, como presentadora de El puente de las mentiras en 2023 y de Bake Off: Famosos al horno 2024. En diciembre de ese año se puso al frente de la Gala Inocente, Inocente diecinueve años después, en la misma cadena. En esa cadena, en enero de 2025 estrena nueva temporada de Bake Off: Famosos al horno y presenta el Benidorm Fest  2025 en TVE, junto a Ruth Lorenzo e Inés Hernand.

## Televisión

### Como presentadora
- Jeans, News and Rock & Roll (1991) en Antena 3.

- Un, dos, tres... responda otra vez (1993-1994) en La 1.
- La vuelta a la fama (1994) en La 1.
- No te olvides el cepillo de dientes (1994) en Antena 3.[2]
- Luar (1995) en TVG.
- El rastrillo (1995) en Antena 3.[2]
- Sonrisas de España (1996) en Antena 3.[2]
- Mira quién viene esta noche (1997) en Antena 3.[2]
- La parodia nacional (1997-1998) en Antena 3.[2]
- Inocente, inocente (1998) en Telecinco.
- El juego del euromillón (1998-2001) en Telecinco.
- Campanadas 1998-1999 en Telecinco.
- Campanadas 1999-2000 en Telecinco.
- Gala Inocente, Inocente (1998-2001; 2003-2005; 2020; 2024) en Telecinco, Antena 3 y La 1.
- Fort Boyard (2001) en Telecinco.
- Gran Hermano (2002) en Telecinco.
- Mira tú por dónde (2002) en Antena 3.[2]
- El gran test (2002) en Antena 3.[2]
- X ti (2003) en Antena 3.[2]
- La isla de los famosos (2003-2005) en Antena 3.[2]
- Los más (2005-2006) en Antena 3.[2]
- ¿Cantas o qué? (2006) en Antena 3.[2]
- Gala 50 años de TVE (2006) en La 1.
- Misión Eurovisión (2007) en La 1.
- Pekín Express (2008) en Cuatro.
- Fama, ¡a bailar! (2008-2010; 2018-2019) en Cuatro y 0 por M+.
- Te lo mereces (2012) en Antena 3.[2]
- El número uno (2012-2013) en Antena 3.[2]
- Campanadas 2012-2013 en Antena 3.[2]
- El almacén de Top Chef (2013) en Antena 3.[2]
- Campanadas 2013-2014 en Antena 3.[2]
- Especial 25 aniversario (2015) en Antena 3.[2]
- Ultimate Beastmaster (2017) en Netflix.
- El Puente (2017-2018) en 0 por M+.
- Bake Off: Famosos al horno (2021 y 2024-presente) en Prime Video y La 1.
- El puente de las mentiras (2023) en La 1.
- Benidorm Fest 2025 (2025) en La 1.
- Hasta el fin del mundo (2025) en La 1.

### Premios
- Premio Otra movida 2012.
- Camaleón de Honor Especial de Televisión en el Festival de Cine de Islantilla 2009.
- Mejor Comunicadora, Premios Shangay 2008.
- Antena de Oro (2004) en la categoría de Televisión, por La isla de los famosos.
- Nominada al TP de Oro, como Mejor Presentadora por El juego del Euromillón en 1998, 1999 y 2000.
- Ganadora del Micrófono de Oro (2005).
- Premio Estilo de la revista Elle a la mejor comunicadora (2003)
- 'Galego/a do Mes' por El Correo Gallego en abril de 2001.
- La más buscada en internet por Lycos.
- La más elegante por Vocento.
- Estrella Costa del Sol por el Ayuntamiento de Benalmádena.
- Premio Pura Moda 2015 a la mejor trayectoria televisiva.
- Premio Mejor Trayectoria en Televisión por la Televisión de La Rioja.